# Міклош Немет (легкоатлет)
Міклош Немет (угор. Miklós Németh; нар. 23 жовтня 1946) — угорський легкоатлет, який спеціалізувався в метанні списа.

## З життєпису
Олімпійський чемпіон з метання списа (1976).
Дворазовий фіналіст олімпійських змагань з метання списа — 7-е місце у 1972 та 8-е місце у 1980. Брав участь в олімпійських змаганнях з метання списа на Іграх-1968, проте не подолав кваліфікаційного раунду.
Бронзовий призер змагань з метання списа на Кубку світу (1977).
Чемпіон Універсіади з метання списа (1970).
Фіналіст змагань з метання списа на чотирьох чемпіонатах Європи — 5-е місце у 1966, 7-е місце у 1974 та 1978, а також 9-е місце у 1971.
4-разовий чемпіон Угорщини з метання списа (1973, 1980, 1981, 1983).
Ексрекордсмен світу з метання списа — 94,58 (1976).
По завершенні змагальної кар'єри, працював тренером та спортивним адміністратором. Протягом 1981—1984 очолював тренерський штаб метальників збірної Італії. Був тренером Тесси Сандерсон та Яна Железного. Упродовж 1977—1985 був головним організатором легкоатлетичних змагань «Budapest Athletics Grand Prix». У 1991 був обраний віце-президентом Федерації легкої атлетики Угорщини. Відзначався активністю у винаходах нових модифікацій спису, був засновникам різних компаній, які працювали в цій галузі.

## Нагороди
- Спортсмен року в Угорщині (1976)
- Найкращий легкоатлет Угорщини (1975, 1977)

## Сім'я
- Батько — Імре Немет (1917—1989) — олімпійський чемпіон з метання молота (1948).
- Дружина — Ангела Немет (1946—2014) — олімпійська чемпіонка з метання списа (1976).